# Ама (Луизијана)
Ама (енгл. Ama) насељено је место без административног статуса у америчкој савезној држави Луизијана.

## Демографија
По попису из 2010. године број становника је 1.316, што је 31 (2,4%) становника више него 2000. године.
| Група             | 2000.       | 2010.       |
| Белци             | 828 (64,4%) | 732 (55,6%) |
| Афроамериканци    | 442 (34,4%) | 552 (41,9%) |
| Азијати           | 2 (0,2%)    | 0 (0,0%)    |
| Хиспаноамериканци | 13 (1,0%)   | 26 (2,0%)   |
| Укупно            | 1.285       | 1.316       |